# Thornhill (Colombie-Britannique)
Pour les articles homonymes, voir Thornhill.
Thornhill est une ville située dans la province  canadienne de Colombie-Britannique, dans le district régional de Kitimat-Stikine. C'est une banlieue de la ville de Terrace à laquelle elle fait face sur la rive sud de la Skeena. Thornhill porte le nom d'un des pionniers de la vallée de la Skeena: Thomas Tornhill. Il s'installe dans la localité qui portera son nom, avec sa femme Eliza Wright, vers 1892.

## Accès
Thornhill est relié à Terrace par un pont routier depuis 1925 : le vieux pont de la Skeena (Old Skeena Bridge) . Ce pont est doublé, coté aval, en 1953, par un pont ferroviaire destiné à la bifurcation de Terrace-kitimat. En novembre 1957, la route de Kitimat est achevée. Vers 1975, un deuxième pont est construit en aval du premier : le pont Dudley Little,. Ces ponts servent au franchissement de la route transcanadienne 16 et du chemin de fer transcontinental du Grand Tronc Pacifique. Par ailleurs une bifurcation routière vers le sud, la route provinciale 37, relie la ville à l'aéroport de Terrace et à Kitimat.

## Administration
La ville ne dispose pas d'institutions municipales, elle est gérée directement par le district régional qui siège, à proximité, à Terrace. La ville de Thornhill, en incluant la réserve indienne de Kulspai constitue l'aire électorale E qui élit un des 12 directeurs. Elle dispose de 3 voix sur 26 au directoire du district pour les votes à majorité pondérée. Depuis 2022, Ted Ramsey est directeur.
| 1976-1982    |  | 1984-1994    |  | 1996-2008    |  | 2011-2018, | 2018-2022    | 2022-2026  |
| ------------ |  | ------------ |  | ------------ |  | ---------- | ------------ | ---------- |
| Les Watmough |  | Les Watmough |  | Les Watmough |  | Ted Ramsey | Jeff Hammond | Ted Ramsey |

Thornhill fait partie du district scolaire anglophone 82 qui y gère 3 écoles: les écoles Thornhill Primary (niveaux K à 3), Thornhill Elementary (niveaux 4 à 6) et une école secondaire (Northwest Trades & Employment Training Centre). Le Conseil scolaire francophone ne dispose pas d'établissement à Thornhill, il est toutefois présent dans la ville voisine de Terrace où il gère l'école primaire Jack Cook (niveaux K à 7).
Thornhill dispose de son propre service de protection contre les incendies qui dépend du district régional.

## Démographie
La population est en 2021 de 4005 habitants. Entre les recensements de 1996 et 2006 la population a décrut fortement de 15%. Depuis la baisse s'est poursuivi à un rythme beaucoup plus lent. 
| Communauté                        | Subdivision de recensement | 1996  | 2001  | 2006  | 2011  | 2016  | 2021  |
| --------------------------------- | -------------------------- | ----- | ----- | ----- | ----- | ----- | ----- |
| Thornhill (hors réserve indienne) | 5949018                    | 4 722 | 4 475 | 4 002 | 3 988 | 3 993 | 3 932 |
| Kulspai                           | 5949807                    | 95    | 75    | 98    | 95    | 87    | 73    |
| Thornhill (aire électorale E)     |                            | 4 817 | 4 550 | 4 100 | 4 083 | 4 080 | 4 005 |